# Ndogo (Sprache)
Ndogo ist eine Niger-Kongo-Sprache im Südsudan.
Sie wird von etwa 25.000 Menschen (Stand 2000) gesprochen. Zu finden ist sie im westlichen Distrikt zwischen den Flüssen Mboro und Kpango. Sie gehört zur Adamawa-Unbangi-Gruppe des Niger-Kongo. Sie wird von den Golo und den Gbaya als Zweitsprache verwendet. Ndogo ist nicht identisch mit der Gbaya-Ndogo-Sprache.